# 2-es busz (Győr)
A győri 2-es jelzésű autóbusz északnyugat-délkeleti irányban szeli át a várost, érintve a belvárosi városrészt is. A jelenleg 2-es számot viselő autóbuszjárat korábban Adyváros–Zrínyi utcai kórház–Korányi Frigyes tér között közlekedett. Az adyvárosi decentrum (végállomás) létrejöttéig hosszú évtizedekig a Magyar utcában volt a végállomása, a régi Honvéd kórház fő bejárata előtt.

## Útvonala
A jelenleg hatályos menetrend alapján a buszjárat a város peremkerületeit köti össze a belvárossal. Az átszervezés lényege az volt, hogy a lakosság a városrészeket lehetőleg többszöri átszállás nélkül érje el. Ennek egyik fő kísérleti része volt. Eredményeképp a város több ütőerét összekapcsolja,: Például, közigazgatási intézményeket (polgármesteri hivatal, rendőrség), egészségügyi intézményeket (Petz Aladár kórház különböző telephelyeit (központ, Zrinyi utcai kórház, Magyar utcai kórház, Híd utcai fizikoterápiás intézmény, iskolákat, közlekedési útvonalakat (vasútállomás, autóbusz végállomás) kereskedelmi egységeket (pláza)
| Zöld utca, Szőnyi Márton utca felé | Révai Miklós utca felé |
| --- | --- |
| Révai Miklós utca – Révai Miklós utca – Városház tér – Szent István út – Baross Gábor híd – Hunyadi utca – Zrínyi utca – Mónus Illés utca – Magyar utca – Tihanyi Árpád út – Jereváni út – Zöld utca – Zöld utca, Szőnyi Márton utca | Zöld utca, Szőnyi Márton utca – Zöld utca – Szőnyi Márton utca – Erfurti út – Jereváni út – Tihanyi Árpád út – Magyar utca – Mónus Illés utca – Zrínyi utca – Eszperantó út – Bartók Béla út – Hunyadi utca – Baross Gábor híd – Szent István út – Gárdonyi Géza utca – Révai Miklós utca – Révai Miklós utca |

## Megállóhelyei
Az átszállási kapcsolatok között a hosszabb útvonalon közlekedő 2B busz nincs feltüntetve.
| 2 (Révai Miklós utca – Zöld utca, Szőnyi Márton utca) | 2 (Révai Miklós utca – Zöld utca, Szőnyi Márton utca) | 2 (Révai Miklós utca – Zöld utca, Szőnyi Márton utca)                  | 2 (Révai Miklós utca – Zöld utca, Szőnyi Márton utca) | 2 (Révai Miklós utca – Zöld utca, Szőnyi Márton utca) | 2 (Révai Miklós utca – Zöld utca, Szőnyi Márton utca) | 2 (Révai Miklós utca – Zöld utca, Szőnyi Márton utca) | 2 (Révai Miklós utca – Zöld utca, Szőnyi Márton utca) |
| Perc (↓)                                              | Perc (↓)                                              | Megállóhely                                                            | Perc (↑)                                              | Perc (↑)                                              | Átszállási kapcsolatok | Fontosabb létesítmények |                                                       |
| ----------------------------------------------------- | ----------------------------------------------------- | ---------------------------------------------------------------------- | ----------------------------------------------------- | ----------------------------------------------------- | --- | --- | ----------------------------------------------------- |
| 0                                                     | 0                                                     | Révai Miklós utca végállomás                                           | 18                                                    | 21                                                    | 1, 1A, 5, 5B, 5R, 6, 7, 8, 8B, 9, 9A, 11, 12, 12A, 14, 14B, 15, 15A, 17, 17B, 19, 19A, 21, 21B, 22, 22A, 22B, 22Y, 29, 30, 30A, 30B, 30Y, 31, 31A, 37, 38, 38A, CITY Távolsági járatok S10 G10 , IC, InterRégió, EC, EN, ER, gyorsvonat, expresszvonat, | Győr Helyi autóbusz-állomás, Bisinger József park, Posta, Városháza, Kormányablak |                                                       |
| ∫                                                     | ∫                                                     | Gárdonyi Géza utca                                                     | 17                                                    | 20                                                    | 8, 8B, 10, 11, 11Y, 12, 12A, 14, 14B, 15, 15A, 30, 30A, 30B, 30Y, 31, 31A, 42 | Győr-Moson-Sopron Vármegyei Kereskedelmi és Iparkamara, GYSZSZC Deák Ferenc Közgazdasági Szakgimnáziuma, Révai Parkolóház, Bisinger József park |                                                       |
| 1                                                     | 1                                                     | Városháza (↓) Baross Gábor híd, belvárosi hídfő (↑) Városközpont       | 16                                                    | 18                                                    | 1, 1A, 5, 5B, 5R, 6, 8, 8B, 11, 14, 14B, 17, 17B, 21, 21B, 22, 22A, 22B, 22Y, 29, 38, 38A, 42, CITY Távolsági járatok S10 G10 , IC, InterRégió, EC, EN, ER, gyorsvonat, expresszvonat,                                                                  | Győr Városháza, 2-es posta, Honvéd liget, Révai Miklós Gimnázium, Földhivatal, Megyeháza, Győri Törvényszék, Büntetés-végrehajtási Intézet, Richter János Hangverseny- és Konferenciaterem, Vízügyi Igazgatóság, Zenés szökőkút, Bisinger József park, Kormányablak |                                                       |
| ∫                                                     | ∫                                                     | Bartók Béla út, munkaügyi központ                                      | 14                                                    | 16                                                    | 7, 9, 9A, 19, 19A, 37, 37T | Helyközi autóbusz-állomás, Munkaügyi központ, ÉNYKK Zrt. forgalmi iroda, Leier City Center |                                                       |
| 3                                                     | 3                                                     | Hunyadi utca, autóbusz-állomás (↓) Eszperantó út, autóbusz-állomás (↑) | 13                                                    | 14                                                    | 1, 1A, 5, 5B, 5R, 6, 7, 8, 8B, 9, 9A, 11, 12, 12A, 14, 14B, 15, 15A, 17, 17B, 19, 19A, 21, 21B, 22, 22A, 22B, 22Y, 29, 30, 30A, 30B, 30Y, 31, 31A, 37, 38, 38A, CITY Távolsági járatok S10 G10 , IC, InterRégió, EC, EN, ER, gyorsvonat, expresszvonat, | Győr Helyközi autóbusz-állomás, Munkaügyi központ, ÉNYKK Zrt. forgalmi iroda, Leier City Center, Posta |                                                       |
| 4                                                     | 4                                                     | Zrínyi utca, Bem tér                                                   | 12                                                    | 13                                                    | 1, 1A | Győri SZC Baross Gábor Két Tanítasi Nyelvű Közgazdasági és Ügyviteli Szakgimnáziuma, Bem tér, Leier City Center |                                                       |
| 5                                                     | 5                                                     | Zrínyi utca, kórház                                                    | 11                                                    | 12                                                    | 21, 21B | Petz Aladár Egyetemi Oktató Kórház, ÁNTSZ, Rendőrkapitányság |                                                       |
| 7                                                     | 7                                                     | Mónus Illés utca, virágbolt                                            | 9                                                     | 10                                                    | 20Y, 22, 22A, 22B, 22Y, 42 | Szent-Györgyi Albert Egészségügyi és Szociális Szakképző Iskola, Mónus Illés utcai Óvoda, Mónus Illés utcai Bölcsőde, Kovács Margit Általános Művelődési Központ |                                                       |
| 8                                                     | 9                                                     | Mónus Illés utca, Szent Imre út (↓) Magyar utca, Szent Imre út (↑)     | 8                                                     | 8                                                     | 5, 5B, 5R, 6 | Erzsébet Ligeti Óvoda, Szent Imre templom, Erzsébet liget, Révai Miklós Gimnázium Kollégiuma, Kölcsey Ferenc Általános Iskola |                                                       |
| 9                                                     | 11                                                    | Magyar utca, kórház                                                    | ∫                                                     | ∫                                                     | 11, 11Y, 14, 14B, 25, 32, 34, 36, 37, 37T, 38, 38A | Petz Aladár Egyetemi Oktató Kórház, Erzsébet Ligeti Óvoda |                                                       |
| 10                                                    | 13                                                    | Tihanyi Árpád út, kórház                                               | 7                                                     | 7                                                     | 11, 11Y, 14, 14B, 25, 32, 34, 36, 37, 37T, 38, 38A | Petz Aladár Egyetemi Oktató Kórház, Vuk Óvoda, Fekete István Általános Iskola, Kassák úti Bölcsőde |                                                       |
| 12                                                    | 16                                                    | Tihanyi Árpád út, adyvárosi tó                                         | 5                                                     | 5                                                     | 6, 7, 20, 26, 38, 38A, 41 | Győr Plaza, Adyvárosi tó, PENNY MARKET |                                                       |
| 14                                                    | 19                                                    | Jereváni út, posta (↓) Erfurti út, Jereváni út (↑)                     | 3                                                     | 3                                                     | 6, 17, 17B, 20, 26, 38, 38A, 41 | Szabadhegyi Magyar-Német Két Tanítási Nyelvű Általános Iskola és Gimnázium, Lepke utcai Óvoda, Posta |                                                       |
| ∫                                                     | ∫                                                     | Erfurti út 40.                                                         | 2                                                     | 2                                                     | | |                                                       |
| ∫                                                     | ∫                                                     | Szőnyi Márton utca                                                     | 1                                                     | 1                                                     | | |                                                       |
| 15                                                    | 21                                                    | Zöld utca, Jereváni út                                                 | ∫                                                     | ∫                                                     | 20, 41 | |                                                       |
| 16                                                    | 22                                                    | Zöld utca, Szőnyi Márton utca végállomás                               | 0                                                     | 0                                                     | | Kodály Zoltán Általános Iskola, Tárogató Óvoda |                                                       |

1. 1 2  Csúcsidőszakon kívül a menetidő rövidebb.

### Az autóbusz-megállókhoz közeli intézmények

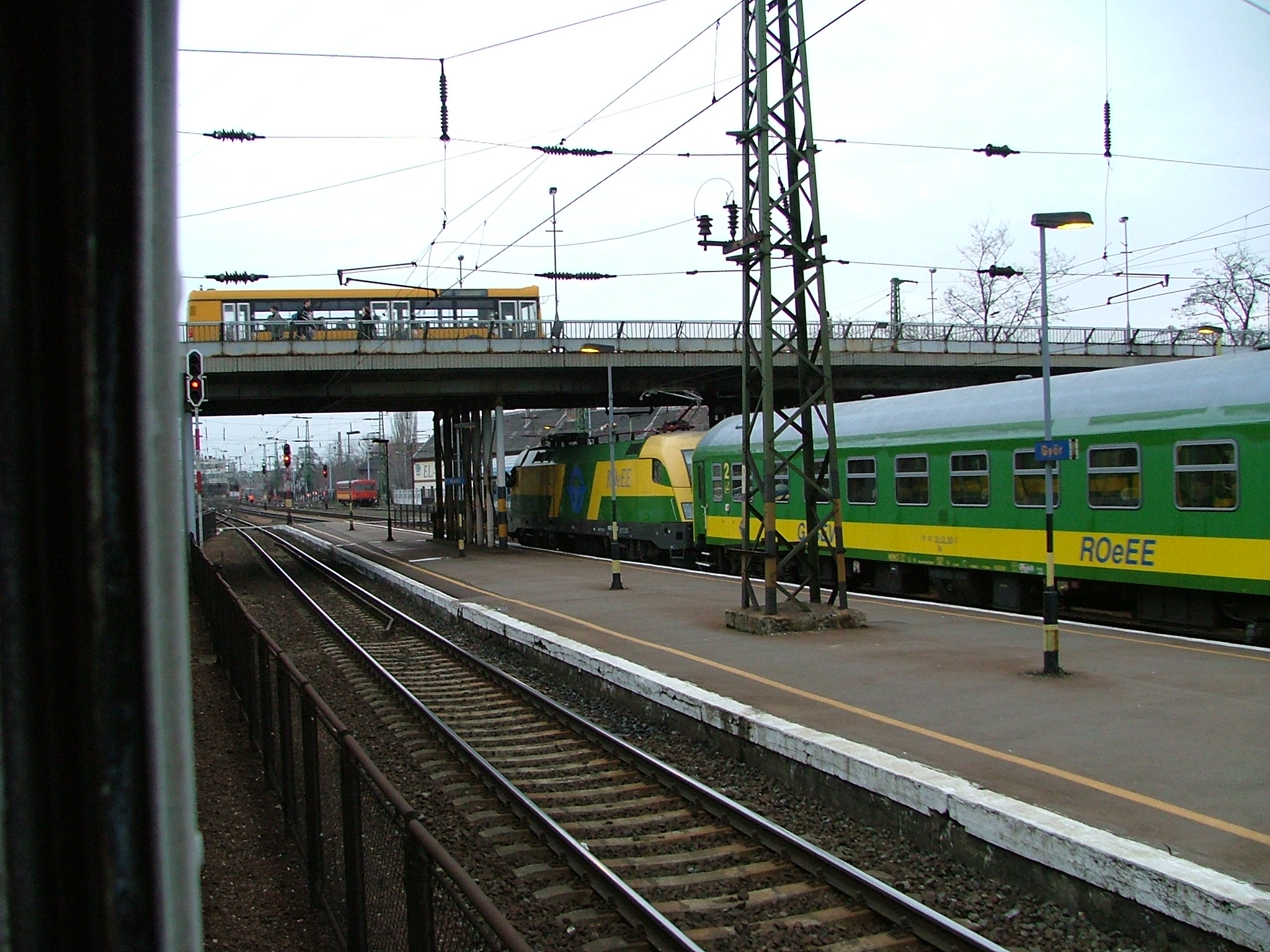
A Baross híd városrészeket köt össze, melyen többek között a 2-es is közlekedik.

- Keksz- és Ostyagyár (Régi neve:Koestlin) ma ismert neve Győri édes. A város egyik meghatározó élelmiszeripari létesítménye volt. Több évtizeden keresztül több száz dolgozót kellett elszállítani műszak kezdésekre és a sihták végére. A gyárat eladták, főbb részeit a múlt[6] évben elbontották, Egy épülete maradt meg raktárnak. A Győrben maradt édesipari árú termelését kiköltöztették az Ipari parkba, a többit áthelyezték Székesfehérvárra, illetve külföldön[7] termelik, a világhírű, a bevezetett márkanév alatt.
- Híd utca: Rába Quelle Gyógy-, Termál- és Élményfürdő A Híd utcai szanatóriummal együtt a fizikoterápiás betegek „paradicsoma”. A gyógyfürdő ezen kívül a szabadidő kulturált eltöltésére is lehetőséget biztosít. A terület szanálása előtt több nagyhírű győri gyár is működött a közelben: Cereol Növényolajipari gyár, Tejüzem.

Rába kettős híd: A Radó-szigeten keresztül a belvárosi Bécsi kapu teret köti össze az újvárosi Rát Mátyás térrel.
- Zechmeister utca Klastrom szálló: Zechmeister Károly Győr város első polgármestere nevét viseli az utca. A történelmi belváros külső kerületén helyezkedik el. Egyrészt követi a belváros megtelepülését a környező mocsaras, süllyedékes területen, másrészt a belvárosból kitiltott közlekedési eszközök forgalmát szabályozza, a Rába partja mellett. A karmelita templom melletti hajdani kolostor oldalfalánál van a megálló, közvetlenül a Klastrom szálló bejárata mellett. A szocialista időkben elkobzott ingatlan évtizedekig kihasználatlanul állt, míg a hetvenes évek elején a városvezetésnél kezdeményezték turisztikai felhasználását. A szállodai rész kivételével, a rendszerváltás után, az egyház visszakapta jogos tulajdonát.
- Honvéd liget A Szent István úton lévő megálló Győr régi közlekedési tengelyén, a városon átvezető 1-es úton fekszik. A téren át elérhető a győri főpályaudvar, a polgármesteri hivatal különböző épületekben elhelyezett részlegei.
- Megyeháza. (Az Aradi vértanúk útja kezdetén): A buszmegálló a Szent István úti kereszteződés mellett a Megyeháza és a Vízügyi Igazgatóság modern palotája mellett található. A megyeház másik oldalán van a győriek kedvenc sétáló és bevásárló utcája, a Baross utca. A túlsó felén áll a Polgármesteri hivatal központi épülete a Városháza. Innen is elérhető a főpályaudvar illetve egy alagúton keresztül a vidéki buszpályaudvar. A megyei városi hivatal épületei 5 perc alatt bejárható körben találhatók meg.
- Hunyadi utca autóbusz állomás: Az 1950-es évek elején a Vörös Csillag szállodával átellenben (ma: Rába szálloda), a városház mellett volt a MÁVAUT autóbuszok központi pályaudvara.[8] A forgalom növekedésével áthelyezték a vasútvonal másik felére, a vasútállomással szembe. Közismert neve:Vidéki autóbusz-állomás A tér mára már szűk lett a Győr környéki és a távolsági autóbuszjáratok számára. A vidéki autóbusz-pályaudvar másik oldalán található a volt Frigyes laktanya, amelyet 1897-ben létesítettek, A második világháború után a szovjet hadsereg birtokolta Rendszerváltáskor kivonultak belőle és évek hosszú során lakatlanul viselte sorsát, míg 10 évvel ezelőtt, magántőkével megindult a felújítása. A pályaudvar melletti, rossz állapotú Schlichter villa is felújításra vár.
- Bem tér: Több iskola található a környéken. Itt működik a KSH Megyei Igazgatósága is.
- Zrinyi utcai kórház A laktanyával egy időben építették, pavilonos rendszerben. Ma a Petz Aladár egyetemi tanítókórház része.
- Mónus Illés utca (virágbolt): A szomszéd utcában található a nagy győri lakótelepek egyik terméke a marcalvárosi lakótelep.
- A Petz Aladár megyei kórház: A kórháznegyed különböző részeihez tartozik a következő két megálló. Az elsőt valamikor „Honvéd kórháznak” építették, de már a II. világháború után sem volt az. A Tihanyi Árpád utcában a valamikori nővérszálló mellett létesült mindkét irányban megálló. Ma a kórházba ebben az irányból nem lehet bejutni. A helyi és távolsági busz megállók azonban itt vannak. Az újonnan létesült Szívcentrumba lehet innen bejutni.
- Adyvárosi tó: Az elsőnek épült lakótelep és a kórháznegyed mellett, a valamikori szovjet laktanya helyén épült Győr Plaza bevásárló csarnok vonz sok látogatót. A buszmegállók mellett található a második győri busz decentrum, ami 2009-ben befejezte működését.

A Győr–Pápa–Celldömölk vasútvonalon áthaladva átérünk az Adyvároshoz szervesen kapcsolódó József Attila lakótelepre. Az első megálló:
- Jereváni út (posta), ami tulajdonképpen a lakótelep központi, intézményekkel ellátott területe. Az elmúlt években, amióta a telepen a járat csak körbejár, itt van a legtöbb átszállás, illetve leszállás, azért mert az emberek lakását, egy kis gyalogsétával, könnyebb elérni.
- Zöld utca (buszforduló):[9] A körforgalom utáni első megálló a régi buszforduló mellett van. A lakótelep végleges elkészülte után a 4-es, a 7-es, a 19-es és a 17Y autóbuszok végállomása volt. Ma nem használják.
- Zöld utca (végállomás): A lakótelep legdélibb részén a panelházak és a családi házas övezet határán található autóbuszöböl, amit a Zöld utca 2006 évi kiépítésekor hoztak létre.

### A járat útvonalának átszervezései

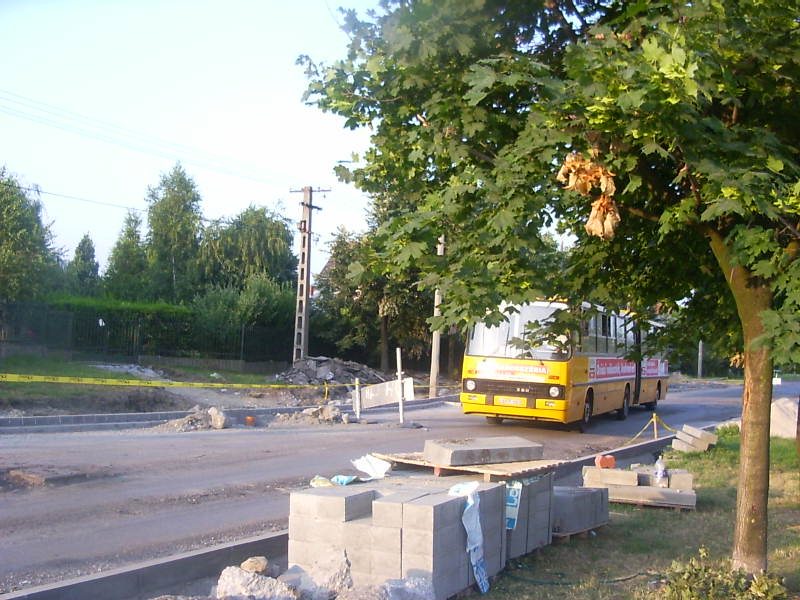
„Az autóbusz végállomás” építése a Zöld utcában

- Győr város közösségi közlekedésének átszervezése régóta kardinális kérdés volt. A hatvanas-hetvenes években kialakult útvonalhálózat csak kisebb kiigazításokon esett át. Az alapos megreformálás első „kísérleti” lépése a 2-es vonalának meghosszabbítása és a 19-es járat kiváltása volt. Ezzel Szabadhegy városrészből könnyebb lett más városrészek megközelítése. A sűrűbb járatkövetés az utazások gyakoriságát is növelte.
- A Szabadhegy és Sziget között haladó 2-es vonal 2009. február 2-től valósult meg. Újdonság volt, hogy 2A jelzéssel meghirdetésre került a Révai Miklós utca és a Korányi Frigyes tér között áttelepülő járatok bevonása. Így az utasok a üresen közlekedett autóbuszokat igénybe vehetik. Az egykori 2-es és 19-es vonalak összekapcsolása a tapasztalatok alapján összességében sikeresnek értékelhető. Közvetlen kapcsolat jött létre a József Attila lakótelep, a Zrínyi utcai kórház, a helyközi autóbusz-pályaudvar, a Virágpiac, Sziget fürdői és iskolái, valamint a Széchenyi István Egyetem között, továbbá nem kellett jelentősen ritkítani a vonalak járatait – sőt, munkanapokon délelőtt, valamint munkaszüneti napokon sűrítésre is lehetőség nyílt –, ezen kívül javult a járatok kihasználtsága. Az utasok részéről érkezett panaszok két fő csoportba voltak sorolhatók:
- Tanítási napokon a reggel 7 és 8 óra közötti időszakban zsúfoltak a járatok.
- A vásárcsarnok megközelítése nehézkesebbé vált Szabadhegyről (kb. 300 méterrel többet kell gyalogolni, vagy átszállni). A vásárcsarnokkal kapcsolatos probléma a 7–17-es körjáratok bevezetésével, valamint a 6-os vonal új vonalvezetésével jelentősen mérsékelhető volt.

## Lásd még
- 2A busz (Győr)
- 2B busz (Győr)

## Külső hivatkozások
- Babitzky Ákos – dr. Kovács Ferenc: A Kisalföld Volán Rt. bemutatása (2001)
- http://www.enykk.hu/aktiv_tartalom/terkep-foablak.html Archiválva 2018. június 30-i dátummal a Wayback Machine-ben?